# Parâmetro de impacto

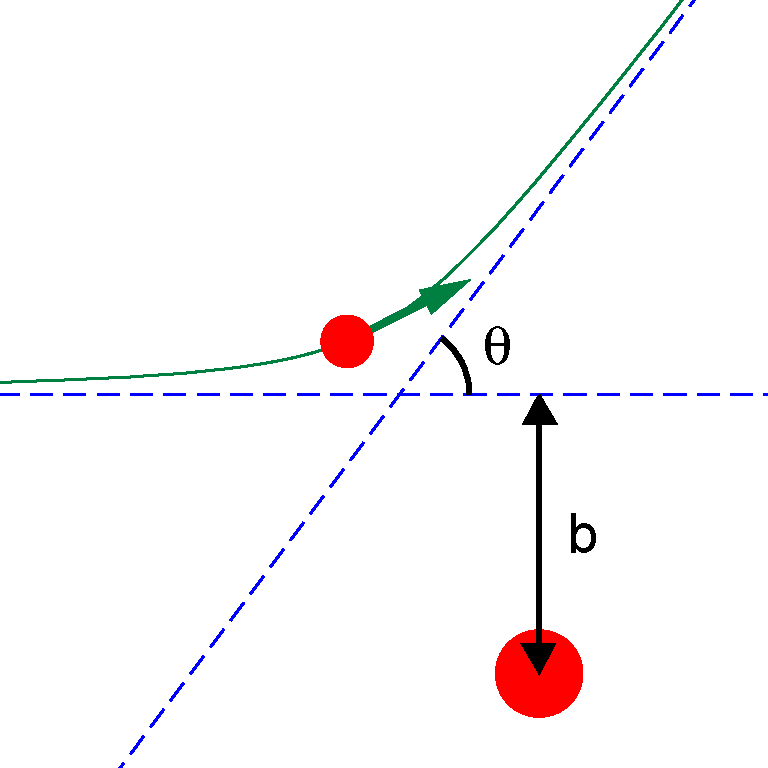
Parâmetro de impacto b e ângulo de dispersão θ.

O parâmetro de impacto é definido como a distância perpendicular entre o vetor velocidade de um projétil e o centro do objeto do qual está se aproximando (ver diagrama). É frequentemente citado em Física Nuclear (ver dispersão de Rutherford) e Mecânica Clássica quando referindo-se as órbitas dos corpos celestes.